# Campionati africani di atletica leggera 1982
I Campionati africani di atletica leggera 1982 sono stati la 2ª edizione dei Campionati africani di atletica leggera. La manifestazione si è svolta dal 25 al 28 agosto presso lo Stadio Internazionale del Cairo, in Egitto.

## Medagliati

### Uomini
| Specialità | Oro                  | Prestazione | Argento                | Prestazione | Bronzo                 | Prestazione |
| Corse piane |                      |             |                        |             |                        |             |
| 100 m | Ernest Obeng         | 10"20       | Théophile Nkounkou     | 10"20       | Boubacar Diallo        | 10"50       |
| 200 m | Boubacar Diallo      | 20"97       | Georges Kablan Degnan  | 21"41       | Omar Ghizlat           | 21"46       |
| 400 m | Amadou Dia Bâ        | 45"80       | James Atuti            | 45"90       | Mike Okot              | 46"20       |
| 800 m | Juma Ndiwa           | 1'48"10     | James Maina Boi        | 1'48"54     | Saïd Aouita            | 1'48"80     |
| 1 500 m | Kipkoech Cheruiyot   | 3'42"20     | Saïd Aouita            | 3'42"20     | Wodajo Bulti           | 3'42"50     |
| 5 000 m | Wodajo Bulti         | 13'45"34    | Eshetu Tura            | 13'50"33    | Erastus Kemei          | 13'50"50    |
| 10 000 m | Mohamed Kedir        | 28'55"50    | Erastus Kemei          | 28'59"30    | Ahmed Musa Jouda       | 29'37"00    |
| Corse a ostacoli |                      |             |                        |             |                        |             |
| 110 hs | Philip Sang          | 13"8        | Charles Kokoyo         | 14"2        | Hisham Mohamed Makin   | 14"3        |
| 400 hs | Amadou Dia Bâ        | 49"55       | Peter Rwamuhanda       | 49"85       | Meshak Munyoro         | 51"69       |
| 3 000 siepi | Eshetu Tura          | 8'30"47     | Julius Korir           | 8'32"20     | Joshua Kipkemboi       | 8'33"40     |
| Prove su strada |                      |             |                        |             |                        |             |
| Maratona | Juma Ikangaa         | 2h21'05"    | Djama Robleh           | 2h31'06"    | Abdillahi Charmaké     | 2h39'59"    |
| Marcia 20 km | Shemsu Hassan        | 1h41'39"    | David Munyao           | 1h49'14"    | Nelsensio Byingingo    | 1h57'02"    |
| Salti |                      |             |                        |             |                        |             |
| Salto in alto | Moussa Fall          | 2,20 m      | Boubacar Guèye         | 2,05 m      | Bhaa El Din Bakr       | 2,05 m      |
| Salto con l'asta | Loué Legbo           | 4,00 m      | Gamal Ramses           | 3,80 m      | Shawki Hassan Abdallah | 3,50 m      |
| Salto in lungo | Doudou Ndiaye        | 7,62 m      | Mohamed Kharib Mansour | 7,51 m      | Moses Kiyai            | 7,47 m      |
| Salto triplo | Mamadou Diallo       | 16,23 m     | Ahmed Hassan Badra     | 15,50 m     | William Bisereko       | 15,42 m     |
| Lanci |                      |             |                        |             |                        |             |
| Getto del peso | Nagui Asaad          | 20,44 m     | Ahmed Kamel Shata      | 18,41 m     | Ahmed Mohamed Ashoush  | 17,89 m     |
| Lancio del disco | Mohamed Naguib Hamed | 59,82 m     | Hassan Ahmed Hamad     | 53,08 m     | Mohamed Fatihi         | 46,94 m     |
| Lancio del giavellotto | Zakayo Malekwa       | 76,18 m     | George Odera           | 71,06 m     | Akram Mohamed Khamis   | 64,24 m     |
| Lancio del martello | Hisham Greis         | 60,64 m     | Ahmed Ibrahim Taha     | 57,86 m     | Hisham Abdeslam Zaki   | 55,10 m     |
| Prove multiple |                      |             |                        |             |                        |             |
| Decathlon | Charles Kokoyo       | 7 080 p.    | Patrick Cheruiyot      | 6 625 p.    | Solomon Kaptich        | 6 511 p.    |
| Staffette |                      |             |                        |             |                        |             |
| Staffetta 4×100 m | Costa d'Avorio       | 40"3        | Senegal                | 40"6        | Kenya                  | 40"7        |
| Staffetta 4×400 m | Kenya                | 3'05"61     | Senegal                | 3'05"75     | Uganda                 | 3'06"82     |
| record mondiale; record mondiale stagionale; record africano; record dei campionati; record nazionale; record personale; record personale stagionale. |                      |             |                        |             |                        |             |

### Donne
| Specialità | Oro                  | Prestazione | Argento                  | Prestazione | Bronzo               | Prestazione |
| Corse piane |                      |             |                          |             |                      |             |
| 100 m | Alice Adala          | 11"6        | Nawal El Moutawakel      | 11"7        | Nzaeli Kyomo         | 11"7        |
| 200 m | Nzaeli Kyomo         | 23"7        | Marième Boye             | 24"5        | Ruth Enang           | 24"6        |
| 400 m | Ruth Atuti           | 54"48       | Célestine N'Drin         | 54"58       | Marième Boye         | 54"87       |
| 800 m | Evelyn Adiru         | 2'07"00     | Célestine N'Drin         | 2'08"20     | Mary Chepkemboi      | 2'08"40     |
| 1 500 m | Justina Chepchirchir | 4'22"03     | Mary Chepkemboi          | 4'24"58     | Linah Cheruiyot      | 4'26"39     |
| 3 000 m | Justina Chepchirchir | 9'20"30     | Linah Cheruiyot          | 9'20"80     | Hassania Darami      | 9'54"90     |
| Corse a ostacoli |                      |             |                          |             |                      |             |
| 100 hs | Nawal El Moutawakel  | 13"8        | Ruth Kyalisima           | 14"0        | Chérifa Meskaoui     | 14"0        |
| 400 hs | Nawal El Moutawakel  | 58"42       | Ruth Kyalisima           | 59"0        | Rose Tata-Muya       | 1'00"9      |
| Salti |                      |             |                          |             |                      |             |
| Salto in alto | Fernande Agnentchoué | 1,67 m      | Salimata Coulibaly       | 1,67 m      | Lucienne N'Da        | 1,64 m      |
| Salto in lungo | Jacinta Serete       | 5,37 m      | Ifaf Abdel Fatah Mohamed | 5,22 m      | Soheir Mohamed Ahmed | 5,03 m      |
| Lanci |                      |             |                          |             |                      |             |
| Getto del peso | Odette Mistoul       | 14,21 m     | Souad Malloussi          | 13,74 m     | Herina Malit         | 12,56 m     |
| Lancio del disco | Zoubida Laayouni     | 51,50 m     | Helen Alyek              | 42,40 m     | Filomena Silva       | 42,20 m     |
| Lancio del giavellotto | Agnès Tchuinté       | 50,64 m     | Fatiha Belamghar         | 45,86 m     | Eunice Nekesa        | 44,14 m     |
| Prove multiple |                      |             |                          |             |                      |             |
| Eptathlon | Chérifa Meskaoui     | 5 353 p.    | Margaret Bisereko        | 5 029 p.    | Frida Kiptala        | 4 808 p.    |
| Staffette |                      |             |                          |             |                      |             |
| Staffetta 4×100 m | Kenya                | 46"77       | Costa d'Avorio           | 47"23       | Senegal              | 50"62       |
| Staffetta 4×400 m | Kenya                | 3'43"80     | Uganda                   | 3'44"90     | Marocco              | 3'47"40     |
| record mondiale; record mondiale stagionale; record africano; record dei campionati; record nazionale; record personale; record personale stagionale. |                      |             |                          |             |                      |             |

## Medagliere
| Posizione | Paese             | Oro | Argento | Bronzo | Totale |
| --------- | ----------------- | --- | ------- | ------ | ------ |
| 1         | Kenya             | 12  | 10      | 12     | 34     |
| 2         | Senegal           | 6   | 4       | 3      | 13     |
| 3         | Marocco           | 4   | 4       | 6      | 14     |
| 4         | Etiopia           | 4   | 1       | 1      | 6      |
| 5         | Egitto            | 3   | 7       | 6      | 16     |
| 6         | Tanzania          | 3   | 0       | 1      | 4      |
| 7         | Costa d'Avorio    | 2   | 5       | 1      | 8      |
| 8         | Gabon             | 2   | 0       | 0      | 2      |
| 9         | Uganda            | 1   | 6       | 4      | 11     |
| 10        | Camerun           | 1   | 0       | 1      | 2      |
| 11        | Ghana             | 1   | 0       | 0      | 1      |
| 12        | Gibuti            | 0   | 1       | 1      | 2      |
| 13        | Congo-Brazzaville | 0   | 1       | 0      | 1      |
| 14        | Sudan             | 0   | 0       | 2      | 2      |
| 15        | Angola            | 0   | 0       | 1      | 1      |
| Totale    | Totale            | 39  | 39      | 39     | 117    |